# Gilles de Rais
Gilles de Rais (eller de Retz) (1405 ?  – 26. oktober 1440) var en fransk adelsmand og Jeanne d'Arcs soldaterkammerat. Han blev dømt for at tortere, voldtage og myrde snesevis, hvis ikke hundredvis af små børn, hvoraf hovedparten var drenge.
Hans bøn om dagen og hans natlige forbrydelser var begge veje til ekstase.
Han og Elizabeth Báthory, en anden sadistisk aristokrat som levede et århundrede senere, betragtes af nogle historikere som de første seriemordere.